# Afluente

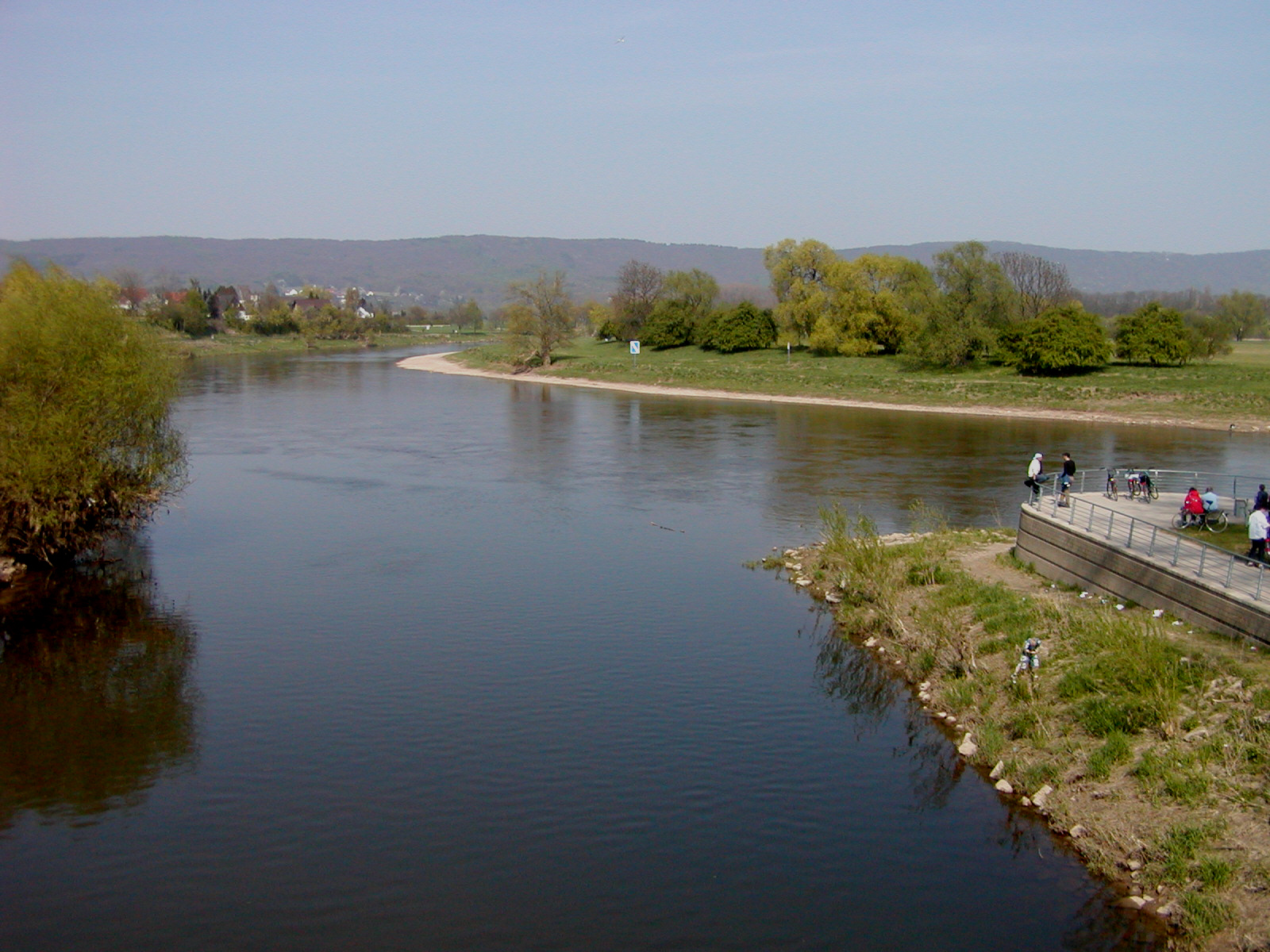
Confluência dos rios Werra e Weser, na Alemanha.

Afluente ou tributário são os rios e cursos de água menores que desaguam em rios principais. Um afluente não flui diretamente para um oceano, mar ou lago. Os afluentes e o rio principal servem para drenar uma determinada bacia hidrográfica. Ao ponto de junção entre um rio e um afluente é dado o nome de confluência.

## Terminologia
Os afluentes podem ser classificados em afluentes direitos ou esquerdos, atendendo à posição onde se unem ao rio principal quando se está de frente para a foz. Um curso de água que desague num afluente é classificado por subafluente.

## Classificação e ordenamento
Atualmente, a distinção entre rio e afluente numa convergência é feita tendo em conta o caudal (médio ou máximo) de cada um dos cursos de água. No passado, os cursos de água eram classificados tendo em conta a conveniência geográfica, levando a que existam algumas exceções a esta regra. O ordenamento dos afluentes e subafluentes é feito através da utilização da ordem de Strahler.